# Universal Software Radio Peripheral

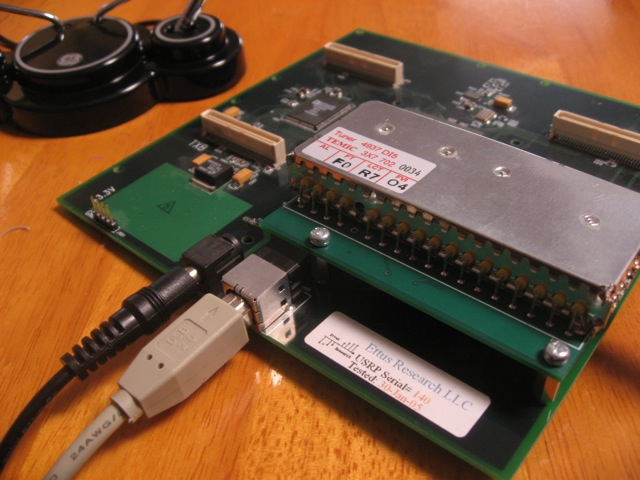
USRP1-Platine mit aufgestecktem TVRX-Daughterboard (Analogfrontend)

Universal Software Radio Peripheral (USRP) ist eine Reihe von Software Defined Radio Hardware von Ettus Research LLC und ihrer Muttergesellschaft National Instruments für die Herstellung von Telekommunikationssystem-Software.

## Entwicklung
Matt Ettus aus den USA entwickelte das USRP1, welches mittels USB2 angebunden wird.
Danach kamen das USRP2, welches Gigabit-Ethernet verwendet, sowie die einen embedded computer und Linux integrierende autonome E1x0-Reihe.
Im weiteren Verlauf entstanden das N2x0 (Gigabit-Ethernet), das B100 (USB2), das B2x0 (USB3), sowie das X3x0 (Gigabit-Ethernet, 10-Gigabit-Ethernet, PCIe) hinzu.
Das embedded E1x0 wurde durch das E310 ersetzt.

## Anwendungen
Mit dem USRP ist es zum Beispiel möglich, eine GSM-Basisstation im Rahmen des OpenBTS Projekts zu betreiben.
Mittels der USRPs ist es möglich, beliebige, hinreichend bandbeschränkte Funksignale zu digitalisieren oder umgekehrt zu senden. Viele Anwender der diversen USRP-Geräte entwickeln ihre Software mittels des freien GNU Radio Frameworks, benutzen Matlab oder Labview, oder kommunizieren mit der Hardware direkt über die USRP-eigene userland-Gerätetreiber-Infrastruktur UHD.

## Spezifische Funktionen
Die Geräte der Reihen USRP1, USRP2, N2x0, E1x0 und X3x0 sind modular und besitzen austauschbare Aufsteckplatinen, sogenannte Daughterboards, die die analogen Schaltungsteile beherbergen. Allen Geräten ist gemein, dass sie grundsätzlich als Direktmischer betrieben werden, aber aufgrund ihrer Fähigkeit, in der integrierten digitalen Signalverarbeitung das überabgetastete Signal in der Frequenz zu verschieben, auch als ZF-Empfänger genutzt werden können.
Alle Geräte ab der zweiten Generation besitzen die Fähigkeit, Streaming-Signale samplegenau zeitgesteuert absetzen zu können. Man kann die Geräte mit einem GPS-Empfänger versehen, der den internen Referenztakt vorgibt und eine koordinierte Absolutzeit zur Verfügung stellt.